# OverBlood 2
Overblood 2 (Japans: オーバーブラッド2?) is een videospel voor het platform Sony PlayStation. Het spel werd uitgebracht in 1998 in Japan en drie jaar later in Europa. Het spel is het vervolg op Overblood. Het spel speelt zich af in het jaar 2115. Dat aarde is overleden en de wereld is afhankelijk geworden van constant draaiende luchtverkoelingsmachines. De speler speelt Acarno Brani, op weg naar East Edge City om een succesvolle Junk Blade Racer te worden. Tijdens deze reis wordt een medepassagier aangevallen. Als de speler probeert te helpen raak wordt deze in een gigantisch complot betrokken.